# 法科学鑑定研究所
法科学鑑定研究所株式会社（ほうかがくかんていけんきゅうじょ、Analysis Laboratory of Forensic Science, Inc.）とは、東京都小金井市に本社を置く鑑定研究機関である。
所属学会：日本法科学技術学会会員（旧 日本鑑識科学技術学会）、日本犯罪学会会員、日本DNA多型学会会員。

## 概要
法科学分野における科学鑑定を行う機関である。主要研究者は、各種専門分野でのエキスパートで構成されている。刑事案件/民事案件における鑑定書/検査報告書を公的機関（裁判所、検察庁、警察庁など）や弁護士、損保、生保、一般企業、及び個人向けに作成する。主に裁判証拠の鑑定を作成している。
DNA型鑑定は、自社内に研究ラボを所有し最新の分析機器（ABI社製、キアゲン社製など）でDNA解析を行っている。
特に文書鑑定の筆跡鑑定や偽造鑑定を行っている。
海外の民間法科学鑑定機関(アメリカ/オーストラリア/イギリス)と技術提携しブラインドテストやセカンド・オピニオン的な分析検査を行っている。
鑑定技術を生かし映画・テレビドラマなど科学捜査の監修・撮影協力・取材協力・翻訳協力を行っている。
代表作にテレビドラマ「MR.BRAIN」「絶対零度〜未解決事件特命捜査〜」「SMOKING GUN〜決定的証拠〜」「トレース　科捜研の男」「らせんの迷宮〜DNA科学捜査〜」や、日本科学未来館の企画展「名探偵コナン 科学捜査展」の監修も行なっている。

## 事業
- 法生物部門　=  ・DNA鑑定 ・体液鑑定 ・血痕鑑定 ・毛髪鑑定
- 法化学部門　=　・薬物鑑定・指紋鑑定 ・火災残渣分析 ・成分分析
- 法工学部門　=　・交通事故鑑定 ・火災鑑定 ・微物分析
- 情報科学部門　=　・画像/映像解析 ・文書筆跡鑑定 ・音声声紋鑑定

- 開発 = 試験試薬 / 科学捜査用ライト　ALS [6]/  コンピュータープログラム
- 輸入 = 科学捜査用機器及び機材（イギリス/アメリカ）
- 研究 = 犯罪行動科学に関する研究　/　犯罪予防研究　/  最新科学鑑定技術の研究
- DNA JAPAN株式会社　遺伝子解析研究の専門会社が子会社

## 主な書籍
法科学鑑定研究所・著
- 『犯人は知らない 科学捜査の最前線！』 メディアファクトリー、2009/9/3、ISBN 978-4840130332

法科学鑑定研究所・監修
- 『科学捜査[7]』 鑑定が導く解決への糸口 主婦の友社、2010/9/30、ISBN 978-4072738382
- 『科学捜査―あの事件の犯人は、これで浮かび上がった！』主婦の友社、2010/9/30、ISBN 978-4072738382
- 『最新科学捜査がわかる本』 イースト・プレス、2010/11/1、ISBN 978-4781604886
- 『図解 科学捜査 　 証拠は語る』 日本文芸社、2019/6/1、ISBN 978-4-537-21692-9

櫻井俊彦・著
- 『DNA鑑定』 - 暗殺、冤罪、浮気も暴くミクロの名探偵 メディアファクトリー、2010/1/6、ISBN 978-4840131506

山崎昭・著
- 『DNA鑑定は“嘘”をつく[8]』 ～科学捜査員の事件ファイル～ 　主婦の友社、2011/10/6、ISBN 978-4072800577